# Halecium sibogae
Halecium sibogae is een hydroïdpoliep uit de familie Haleciidae. De poliep komt uit het geslacht Halecium. Halecium sibogae werd in 1929 voor het eerst wetenschappelijk beschreven door Billard. 